# روسارنو
هي بلدة تقع في مقاطعة ريدجو كالابريا في إيطاليا .

## السكان
في سنة 1861 بلغ عدد السكان 2٬632 نسمة، وتطور العدد ليصل في سنة 2011 لـ 14٬380 نسمة.
يظهر هذا المخطط البياني تطور النمو السكاني لـ روسارنو